# Kamilo Brössler
Kamilo Brössler ili Bresler (Vakuf kraj Varcar Vakufa (Mrkonjić Grad)/Mrkonjić Grad 17. srpnja 1901. − Zagreb, 4. travnja 1967.), hrvatski pedagog, socijalni djelatnik, zdravstveni prosvjetitelj, filmski redatelj znanstveno-dokumentarnih, igranih i putopisnih filmova i visoki državni dužnosnik.
Kao viši službenik Ministarstva udružbe NDH, imao je značajnu ulogu u pomaganju velikom broju izbjeglica na području NDH. Pružio je presudnu potporu Akciji Diane Budisavljević u spašavanju srpske djece bez roditelja, koja su ostala u Sabirnom logoru Jasenovac i drugdje u NDH, nakon što su im roditelji odvedeni na prisilni rad u Njemačku.

## Životopis
Rodio se je u varcarvakufskom kraju u katoličkoj obitelji. U Sarajevu pohađao osnovnu školu i gimnaziju. U Petrinji je završio učiteljsku školu.
Radio je po selima kao učitelj. Pisao u raznim listovima napise pedagoško-socijalnog karaktera ,
u raznim listovima. Nekoliko godina poslije dobio je poziv raditi u podmladku Crvenoga
križa Hrvatske u Zagrebu, koji je vodio od 1926., a ubrzo potom u pozvali su ga u Školu narodnog zdravlja u Zagrebu za koju je počeo raditi promidžbene akcije dvije godine poslije sve do 1934. godine.
Zadaća mu je bila zdravstveno prosvijetliti narod i mladež. Predavao je po gradovima i snimao filmove. Dok je bio u Crvenom križu, još kao student, pokrenuo je nekoliko omladinskih časopisa, organizirao ferijalne kolonije i tako dalje. 
Studirao je u Zagrebu na Filozofskom fakultetu gdje je diplomirao pedagogiju 1935. godine. Već 1939. godine imenovan je pravim članom Hrvatskog pedagoško-književnog zbora u Zagrebu. Ideal u radu bio mu je bio švicarski pedagog Johann Heinrich Pestalozzi (1746. — 1827.). Osnivanjem Banovine Hrvatske postao je načelnik u ministarstvu za socíjalni rad. Iste godine u Jastrebarskom osnovao Dječji dom koji je povjerio skrbi katoličkih redovnica.
Uspostavom NDH imenovan je odsječnim savjetnikom ministarstva zdravstva i uskoro načelnikom u ministarstvu udružbe. Posao se odmah stvorio, jer potrebe za zbrinjavanjem stradale djece s ratom ugroženih područja strahovito su rasle. Osobito je bilo polovicom 1942. godine, nakon tzv. Kozaračke ofenzive. U pomoć su priskočili Crveni križ Hrvatske, Caritas Nadbiskupije zagrebačke, »Akcija Diane Budisavljević«, socijalni i zdravstveni radnici, brojni Zagrepčani, poznati i nepoznati, Međunarodni Crveni križ, katoličke redovnice i svećenici. 15. srpnja 1942. imenovan je Brössler odbornikom Središnjeg upravnog odbora Hrvatskog Crvenog križa, nekoliko dana nakon što je iz logora Stare Gradiške stigao prvi konvoj djece u Zagreb. To su bila uglavnom srpska pravoslavna djeca s Kozare. Dio te djece bio je i u jasenovačkim logorima. Vijest da se u jasenovačkim logorima nalazi oko 12.000 djece u Zagreb je donijela časna sestra, redovnica Družbe Kćeri Božje ljubavi Monika Štampalija, a ne kako je jugokomunistička propaganda poslije rata prešućivala tu istinu i širila laž da je Komunistička partija tu vijest donijela u Zagreb. Situacija je bila hitna, jer su ta djeca, u dobi od nekoliko mjeseci do 15 godina starosti, bila izgladnjela, bolesna, bez najelementarnijih mogućnosti za život, mnoga su umirala. Brössler je odmah poradio izvući tu djecu iz logora, prihvatiti ih u Zagrebu i organizirati daljnji smještaj.
Zbrinjavanje te djece nije prolazilo lako, jer se na mnogu od te djece gledalo kao na djecu neprijatelja, osobito onu s Kozare. U početku se tu djecu zbrinjavalo kao "djecu iz postradalih krajeva", no uskoro je uočeno pa se više nije moglo pomoći uobičajenim kanalima. Brössler je tad otišao kod nadbiskupa Alojzija Stepinca neka se založi za spas te nesretne djece. Stvari su se tad pomakle i resorni je ministar u sporazumu s vladom i ustaškom nadzornom 
službom izdao je odobrenje, da uz suradnju Crvenoga križa i Caritasa smiju kolonizirati djecu u katoličke obitelji a po potrebi i u postojeće dječje domove. Brössler je ovo ovlaštenje nazvao "Magnom cartom kozaračke djece" za njegov rad. Mnogo djece koja su bila u teškom zdravstvenom stanju zbrinuto je u prihvatilištu Jastrebarskom u srpnju 1942. godine uz suradnju dr. Branka Dragišića i katoličkih časnih sestara milosrdnica.
Uz požrtvovne svećenike i redovnice putem putem pojedinih župa sprovelo se potrebnu propagandu mimo javnog tiska i odjednom se počelo javljati tisuće obitelji koje su preuzele i spasile tu djecu. Caritas je uredno vodio evidenciju o toj djeci, no poslije rata jugokomunističke su vlasti oduzele su arhiv Caritasu, a Caritas prikazivali u negativnom svjetlu (n.pr. Viktor Novak i njegov pamflet Magnum Crimen, pa Jakov Blažević koji je inicirao reprint tog mrziteljskog pamfleta). Arhiv je odnesen na nepoznato mjesto, a jer nije ni u kojoj nadležnoj hrvatskoj ustanovi, vrlo je vjerojatno da su hrvatski divinizatori i idolopoklonici Beograda i Srbije dopustili odnošenje arhiva u Vojnopovijesni zavod u Beograd. Zbog angažmana oko te djece došao je Brössler u probleme s ustaškim režimom pa je poglavnikovim ukazom 1943. smijenjen je iz središnjeg UO Hrvatskog Crvenog križa, a sljedeće godine premješten za nadstojnika odsjeka za družbovnu skrb obitelji, praktično umirovljen.
Poslije rata zaposlio se je u Odjelu socijalne zaštite djece i mladeži pri ministarstvu socijalne politike NR Hrvatske. Nezahvalnici i politički slijepci u novom okružju i dalje su ga smatrali sumnjivim, jer im je izlika bila da "ne bi on za vrijeme rata mogao toliko učiniti da nije
bio »njihov«!". Kamilo je međutim nastavio raditi na svojoj misiji, zaštiti djece i mladeži. Zalagao se i dalje za izgradnju novih potrebnih ustanova i objekata. Njegovo su djelo nove zgrade za gluhu i slijepu djecu u Zagrebu, suosnivanje staračkih domova te razne ine socijalne akcije. Jedan je od osnivača Više škole za socijalne radnike.

### Filmski rad
Za filmsku naobrazbu osnovao je laboratorij za snimanje nastavnih filmova pri Higijenskom zavodu u Zagrebu. Pionir je snimanja nastavnih filmova zdravstveno-prosvjetnog sadržaja u Hrvatskoj. Scenarist, redatelj i snimatelj nastavnih, znanstveno-dokumentarnih (o prirodi), igranih i putopisnih filmova (o Bosni). Ukupno je snimio 17 filmova. Radio na zdravstvenom prosvjećivanju mladih, potpomogao osnivanje Ureda za zdravstvenu pomoć studentima. Pokrenuo je i uređivao Narodni napredak – časopis za zdravstveno prosvjećivanje sela. Autor pedagoških rasprava.
U snimanju putopisnih filmova surađivao s A. Gerasimovim i A. Bazarovim.

## Izabrana filmografija
Izabrani filmovi:
- Dva brata
- Dvije seke i Ikina sudbina
- Zašto cijepimo djecu
- Velebit
- Plitvička jezera
- Tunolov
- Otoci Krk, Pag i Rab
- Šeher Sarajevo
- Banja Luka - Jajce

## Priznanja
U Zborniku za povijest školstva i prosvjete Ćiril Petešić ga je nazvao hrvatskim Pestalozzijem, a Slavko Stojčević ga je u svojoj knjizi Materijali za povijest Crvenog križa okvalificirao kao "jednom od najístaknutijih ličnosti u radu crvenog križa prije rata, u toku rata, kao i poslije".